# دوستلوق
دوستلوق (به لاتین: Dostluk) یک منطقهٔ مسکونی در ترکمنستان است که در ولایت لب آب واقع شده‌است.